# Burgus Finningen

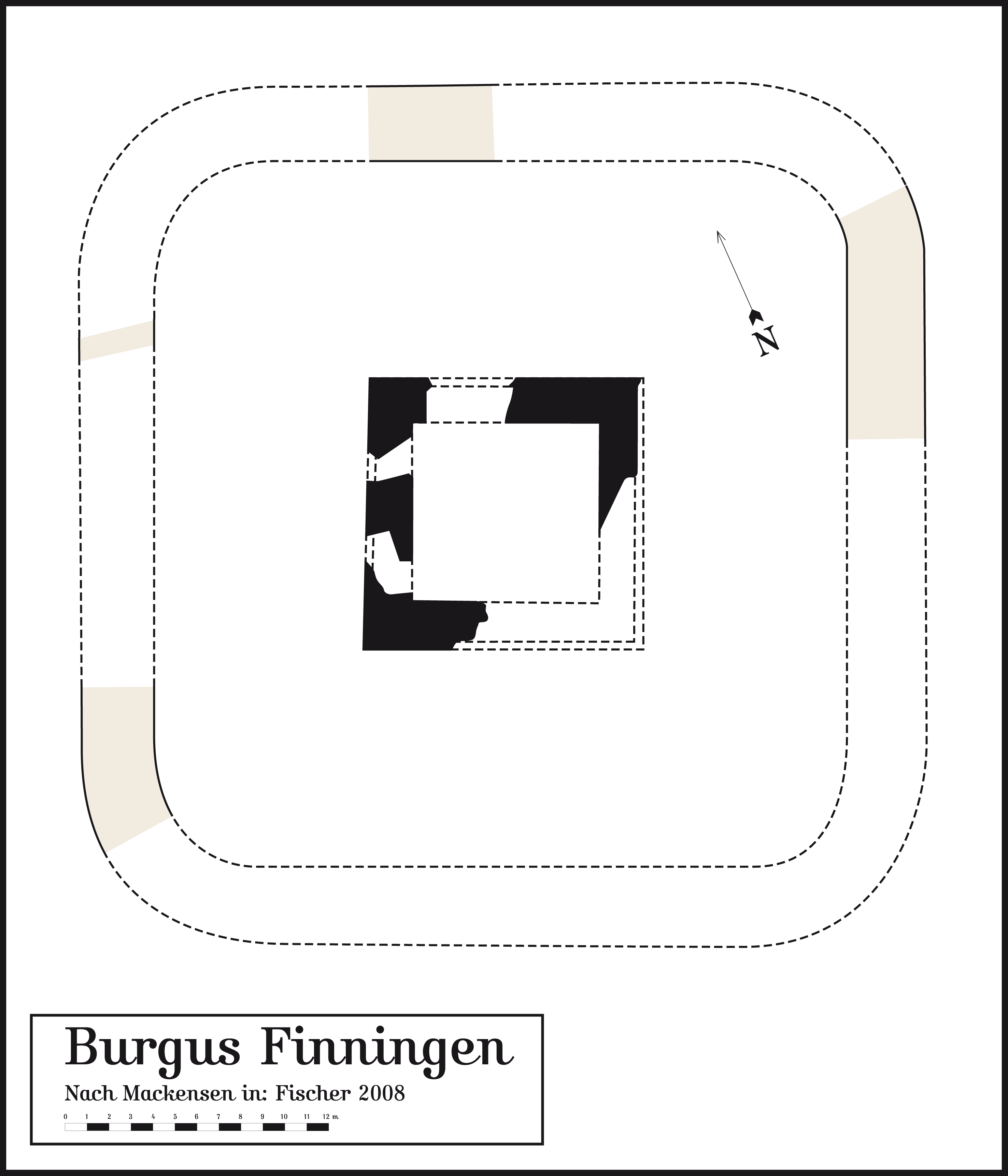
Der Burgus nach den Forschungen von Michael Mackensen 1985

Der Burgus Finningen ist eine kleine römische Fortifikation des spätantiken Donau-Iller-Rhein-Limes, die während der letzten Phase der römischen Herrschaft in Form von Grenzbefestigungen entlang der Donau angelegt worden ist. Die Anlage, von der heute über dem Boden nichts mehr erhalten ist, befindet sich auf dem Gebiet von Finningen, einem Stadtteil der Kreisstadt Neu-Ulm im schwäbischen Landkreis Neu-Ulm, Bayern.

## Lage und Forschungsgeschichte

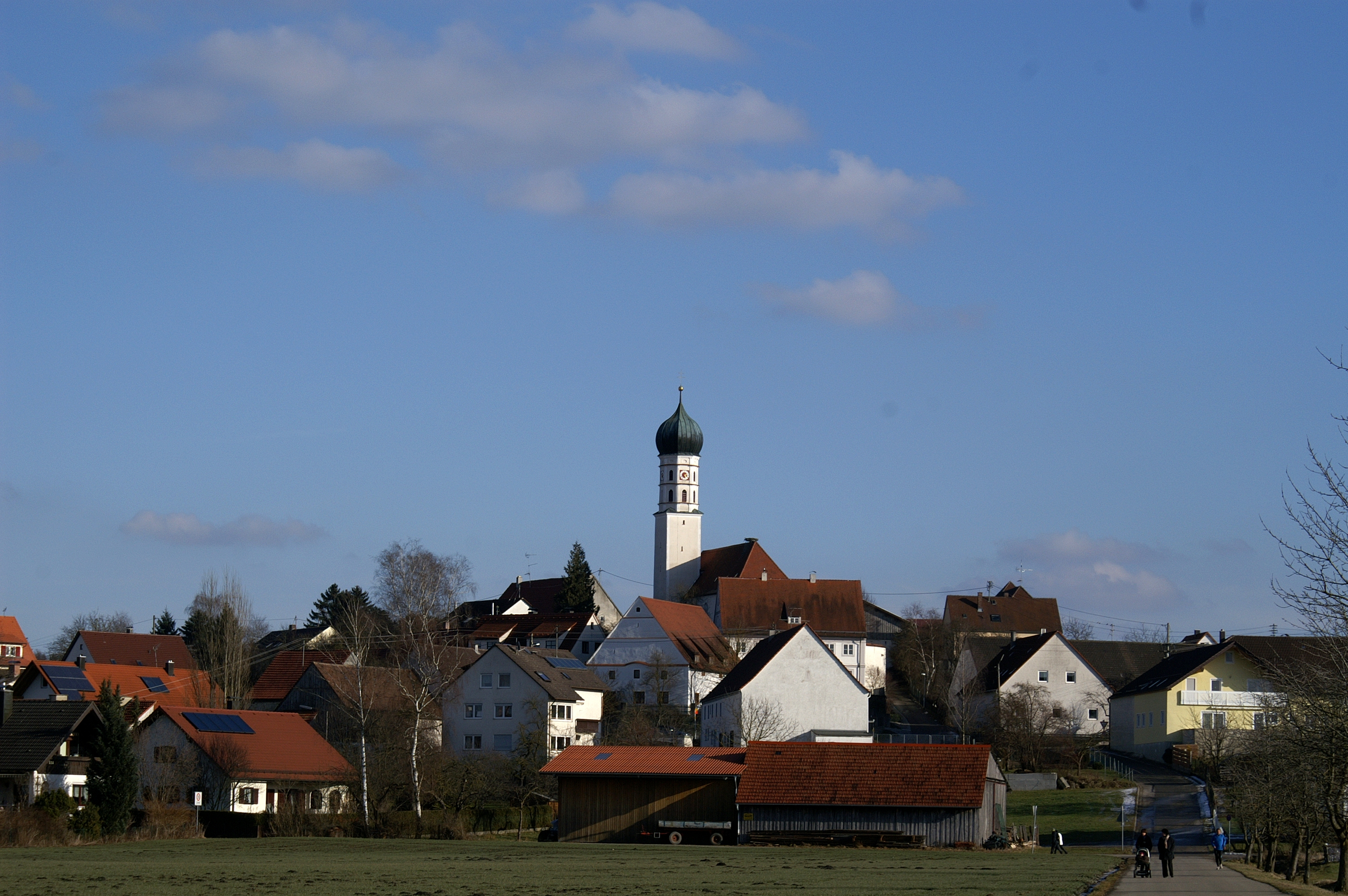
An Stelle der heutigen katholischen Kirche St. Mammas befand sich der römische Wach- und Wohnturm

Die spätantike Finninger Befestigung wurde wie der etwas nordöstlich gelegene Burgus Straß südlich und fast in gleichem Abstand hinter den bereits um 50 bzw. 80 n. Chr. aufgegebenen Kleinkastellen Burlafingen und Nersingen errichtet. Damit folgten die während der Regierungszeit des Kaisers Valentinian I. (364–375) errichteten Grenzanlagen in diesem Raum den tiberisch-claudischen Vorgängerbauten, jedoch weiter südlicher, landeinwärts von der Donau entfernt. Für gute Fernsicht sorgte beim Burgus Finningen der erhöhte Standort nahe dem sich südöstlich sanft aufwölbenden, 505 Meter hohen Kugelberg. Schon der Historiker Robert Knorr (1865–1957) hatte mit einer Befestigung in Finningen gerechnet. Er vermutete aber noch eine claudische oder vespasianische Gründung. Zwischen 1908 und 1914 waren die Reste der Anlage um die Kirche St. Mammas auf dem heutigen Friedhofsgelände angegraben worden, doch erst im Sommer 1985 fanden moderne Untersuchungen durch Michael Mackensen im Auftrag der Kommission zur archäologischen Erforschung des Spätrömischen Raetien der Bayerischen Akademie der Wissenschaften statt.
Nach den Grabungen wurde der Platz des Burgus durch farbige Pflasterung hervorgehoben. Näheres wird vor Ort auf einer Informationstafel erläutert.
Die sich heute an diesem Ort erhebende barocke Kirche St. Mammas ist in ihrem Kern spätgotisch.

## Baugeschichte
Nach verheerenden Germaneneinfällen legte Kaiser Valentinian I. (364–375) ein Bauprogramm von größeren und kleineren Befestigungen (castra et castella) entlang der Reichsgrenzen an Rhein (Rhenus) und Donau (Danuvius) auf, um die Sicherheit des Reiches zu gewährleisten. Ab 369 entstanden am Hochrhein (Provinz Maxima Sequanorum) an der Fernverbindung Brigantium (Bregenz) – Cambodunum (Kempten) – Caelius Mons (Kellmünz) sowie an der oberen und mittleren Donau (Bacharnsdorf) eine Vielzahl von Anlagen in Steinbauweise. Der hochgelegene Burgus von Finningen besteht aus einem fast quadratischen, 12 m × 11,7 Meter großen, mächtigen Turm mit 1,6 Meter dicken Mauern, dessen mangelhaft geschichtetes Mauerwerk auf einem Fundament aus römischem Beton (Opus caementitium) ruht. Für spätantike Bauten am Limes ist der bauliche Qualitätsverlust bereits öfter beobachtet worden. Als Annäherungshindernis legten die Römer in zehn Metern Abstand vom Turm einen 3,6 Meter breiten und bei der Ausgrabung noch 1,3 Meter tiefen rechteckigen Spitzgraben mit abgerundeten Ecken an. Die Belegung mit vermutlich germanischen Söldnern hat über die Katastrophenjahre 401 und 406 hinaus noch wenigstens im ersten Jahrzehnt des 5. Jahrhunderts bestanden.

## Funde
Zwei nahe dem Burgus aufgefundene Solidi (Goldmünzen) des oströmischen Kaisers Arcadius (404 oder 407/408 in Rom geprägt) und des Usurpators Constantinus III. (407/408 in Lugdunum geprägt) wurden als eventuelle Entlohnung der Besatzung der kleinen Befestigung angesehen. Am Hang unterhalb der spätantiken Befestigung konnten spätrömische Kleinfunde wie Scherben und eine Perle aufgelesen werden.

## Denkmalschutz
Der Burgus ist ein Bodendenkmal nach dem Bayerischen Denkmalschutzgesetz. Nachforschungen und gezieltes Sammeln von Funden sind genehmigungspflichtig, Zufallsfunde an die Denkmalbehörden zu melden.